# Pasir Tuntung
Pasir Tuntung is een bestuurslaag in het regentschap Labuhan Batu Selatan van de provincie Noord-Sumatra, Indonesië. Pasir Tuntung telt 5056 inwoners (volkstelling 2010).